# Bourg-Argental
 Bourg-Argental  es una población y comuna francesa, situada en la región de Auvernia-Ródano-Alpes, departamento de Loira, en el distrito de Saint-Étienne. Es el chef-lieu del cantón de Bourg-Argental.

## Demografía
| 3035 | 3091 | 3239 | 3150 | 2877 | 2767 |
| Para los censos de 1962 a 1999 la población legal corresponde a la población sin duplicidades (Fuente: INSEE [Consultar]) |      |      |      |      |      |